# 相良頼寛
相良 頼寛（さがら よりひろ）は、肥後国人吉藩の第2代藩主。

## 生涯
慶長5年（1600年）12月13日、初代藩主・相良頼房の長男として生まれる。寛永13年（1636年）、父の死去により家督を継ぐ。寛永14年（1637年）の島原の乱では、自らは江戸に参勤していたため、家臣を出陣させた。
寛永16年（1639年）、頼寛は父の時代からの重臣である犬童頼兄を「専横の士である」として幕府に訴えた。これにより頼兄は幕府に召還され、小田原藩仮預かりの身となる。この間に江戸屋敷より国許への使者として、神瀬外記が遣わされた。遣いの内容は、頼兄の養子・犬童頼昌を引き続き藩士として取り立てる、というものであった。しかし、「お下屋敷」と呼ばれる頼兄の屋敷に呼ばれた外記は、頼昌らに殺害された。これは頼昌が養父の身を心配し、またこれは謀略だと疑ったためだとされている。そして頼兄の一族はお下屋敷に立て籠もり、藩兵がこれを取り囲んで戦闘となった。結局、頼兄の一族181人が全員が討ち死に、または自害により死亡した。そして頼兄も寛永17年（1640年）、幕府の裁定により津軽藩に流刑となった（お下の乱）。
正保2年（1645年）3月、300石取りの上士である村上顕武が、一族を招いて先祖供養の法要をおこなっている最中に、顕武の養子である万江角兵衛とその実兄である柳瀬長左衛門が乱入し、一族約70名を惨殺した事件が起こる。直後に角兵衛と長左衛門は自決しているため、事件の詳細は現在でも明らかではないが、原因は村上顕武に嗣子が無く、跡継ぎとして万江角兵衛を養子として迎えようとした。ところが角兵衛の生母の出自が低身分だったために、顕武の妻が養子縁組に反対して夫に訴え、顕武も養子縁組を一時中断したために起こった事件であるとされている（村上一族鏖殺事件）。
寛文4年（1664年）閏5月7日、長男の頼喬に家督を譲って隠居し、寛文7年（1667年）6月29日に死去した。享年68。

## 系譜
父母
- 相良頼房（父）
- 秋月種実の娘（母）

正室、継室
- 亀鶴、明窓院 - 犬童頼兄の娘（正室）
- 妙光尼 - 鷲尾隆尚の娘（継室）

側室
- 周光院 - 片岡正秀の娘
- 閑通院 - 渋谷重治の娘

子女
- 相良頼喬（長男） 生母は周光院
- 相良頼利
- 於積 - 相良頼福継室